# Grafenau (Niederbayern)
Grafenau er en by i Landkreis Freyung-Grafenau i Regierungsbezirk Niederbayern i den tyske delstat Bayern. Det er en kurby i Bayerischer Wald som fik sine stadrettigheder i 1376 og regnes for den ældste by i Bayerischen Wald. Grafenau er administrationsby for Nationalpark Bayerischer Wald.

## Geografi
Byen ligger i Mittelgebirgene Bayerischer Wald i en højde mellem 600 og 700 Metern moh. lige ved Nationalpark Bayerischer Wald. Langs den østlige og sydlige udkant af byen løber floden Kleine Ohe. Den er opstemmet til en kunstig sø, anlagt i 1976 som ligger i en sports- og oplevelsespark i byen.
Til Grafenau hører, ud over hovedbyen, landsbyerne Neudorf, Lichteneck, Haus im Wald, Großarmschlag, Rosenau, Schlag, Elsenthal- Siedlung, Gehmannsberg og Grüb.